# Thomas Hubbard Sumner
Thomas Hubbard Sumner (20 de marzo de 1807 - 9 de marzo de 1876) fue un marino mercante estadounidense, conocido por desarrollar el método de navegación astronómica denominado línea de Sumner o línea de posición.

## Biografía
Sumner nació en Boston en 1807, hijo del arquitecto Thomas Waldron Sumner y de Elizabeth, Hubbard. Era uno de los once hermanos de la familia, aunque cuatro de ellos murieron durante su infancia. De los siete supervivientes, él era el único varón.  Ingresó en la Universidad de Harvard a los quince años de edad.
Poco después de graduarse con 19 años, se casó y se fugó a Nueva York con una mujer con la que había mantenido un afaire, divorciándose tres años más tarde. A continuación se enroló como marinero en un barco dedicado al comercio con China. Ocho años después había obtenido el rango de capitán de la marina mercante, comandando su propio barco. El 10 de marzo de 1834 se casó con Selina Christiana Malcolm, de Connecticut. La pareja tuvo seis hijos, de los que dos murieron en su infancia.
El 25 de noviembre de 1837 Sumner estaba navegando entre Charleston (Carolina del Sur) y Greenock (Escocia), cuando al intentar alcanzar el canal de San Jorge en el mar de Irlanda con unas persistentes condiciones nubosidad, descubrió el principio en el que basó su nuevo método de navegación. Tardó algunos años en perfeccionarlo, publicándolo en forma de un breve libro en1843.
Poco tiempo después empezó a tener problemas mentales, y en 1850 fue internado en el Hospital Psiquiátrico McLean de Boston. Su estado continuó deteriorándose gradualmente, siendo trasladado en 1865 al Manicomio de Taunton (Massachusetts), donde murió en 1876 a la edad de 68 años.

## Descubrimiento

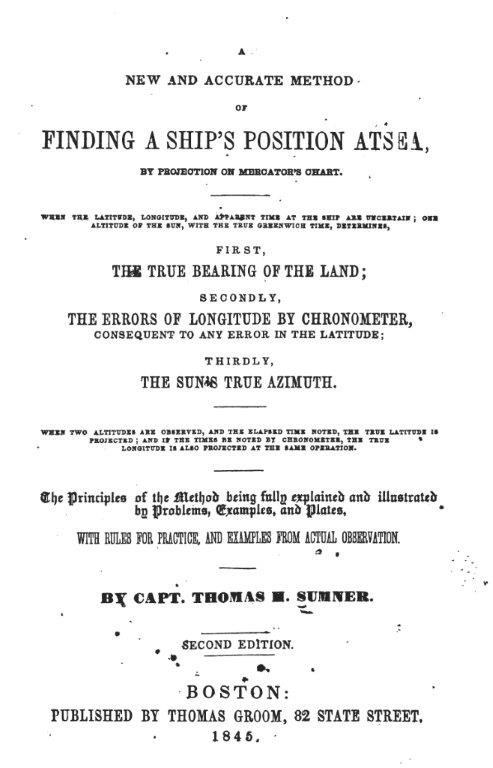
Un Método Nuevo y Cuidadoso de Encontrar la posición de un Barco en el Mar, por Proyección en Gráficos de Mercator, por el Capt. Thomas H. Sumner, 1845

Sumner "descubrió" la posteriormente denominada línea de posición o circunferencia de alturas iguales, (que él denominó "paralelo de igual altitud"), en un viaje desde Carolina del Sur a Escocia en 1837.
El 17 de diciembre de 1837, cuando se acercaba a la costa de Gales, desconocía su posición exacta después de varios días de tiempo nublado y escasa visibilidad. Durante un momentáneo claro entre las nubes pudo tomar una lectura de la posición del Sol, lo que le permitió deducir su latitud estimada. Pero para calcular su longitud, necesitaba conocer su latitud con exactitud. Desconociendo su latitud exacta, volvió a calcular de nuevo la longitud, utilizando dos nuevos valores de latitud estimados, 10' más grande y 20' más grande. Dibujó las coordenadas resultantes sobre la carta náutica, y observó que las tres posiciones resultantes estaban localizadas sobre una línea recta que también pasaba a través del Faro Smalls (situado en la costa galesa de Pembrokeshire). Razonó que su barco tenía que estar localizado en algún lugar a lo largo de aquella línea; y que navegando de acuerdo con el rumbo de aquella recta finalmente avistaría la luz del faro, lo que de hecho sucedió.
De esta forma se dio cuenta de que una sola observación de la altitud de un cuerpo celeste determina la posición de una línea, sobre la que el observador está localizado en algún punto. Sumner publicó sus hallazgos seis años más tarde, en 1843, y este método de calcular una posición mediante observaciones en dos latitudes diferentes encontrando la intersección de las dos "líneas de posición" tuvo un desarrollo considerable en el campo de la navegación astronómica. La importancia de su método fue inmediatamente reconocida, y se suministró una copia de la publicación en la que se describe a cada barco de la Armada de los Estados Unidos.

## Eponimia
- Dos barcos de investigación de la Marina de los Estados Unidos llevan su nombre, USS Sumner.
- También el cráter lunar Sumner fue bautizado así en su honor.[2]

## Lecturas relacionadas
- Capt. Thomas H. Sumner,  A New and Accurate Method of Finding a Ship's Position at Sea, by Projection on Mercator's Chart, July 1843, Thomas Groom & Company of Boston.
- Copias de las ediciones de 1843, 1845 y 1851 están disponibles en GOOGLE Books.